# Академія мистецтв (Каїр)
Каїрська Академія мистецтв (араб. أكاديمية الفنون, Akādīmīya al-Finūn, англ. Cairo Academy of Arts) — великий освітній осередок, мистецький вищий навчальний заклад у столиці Єгипту місті Каїрі.
Каїрську Академію мистецтв було засновано Міністерством культури Єгипту в тогочасній Об'єднаній Арабській Республіці 1959 року.
Заклад починався з трьох інститутів (з кіномистецтва, музики та балету), а в теперішній час складається з наступних вишів, що мають незалежний статус:
- Каїрська консерваторія ("المعهد العالي للموسيقى "الكونســرفاتوار), заснована 1959 року;
- Вищий інститут мистецтвознавства (المعهد العالي للنقد الفني, англ. Higher Institute of Art Criticism);
- Вищий інститут арабської музики (المعهد العالي للموسيقى العربية), заснований 1929 року; складається з двох труп: трупа арабської музики ім. Умм Кульсум та колектив релігійного декламування;
- Вищий кіноінститут (المعهد العالي للسينما), заснований 1959 року;
- Вищий інститут драматичного мистецтва (المعهد العالي للفنون المسرحية), заснований 1944 року, поділяється на групи акторського мистецтва, драматичного мистецтва, декорацій, театральної критики, макіяжу та універсальних театральних діячів;
- Вищий інститут балету (المعهد العالي للباليه), заснований 1959 року;
- Вищий інститут народного мистецтва (المعهد العالي للفنون الشعبية), заснований 1981 року.

Академічні трупи
- академічні фолькорні трупи (народних співів і танців);
- Академія мистецтв симфонічного оркестру;
- дитячий та юнацький хор;
- академічна балетна трупа;
- академічна театральна трупа.

## Виноски
1. ↑  Академія мистецтв (Каїр) на www.egy-mhe.gov.eg [Архівовано 6 червня 2008 у Wayback Machine.] (англ.)